# Cristoforo Mantegazza
Cristoforo Mantegazza (* um 1429 in Pavia; † 27. Juli 1481 in Mailand) war ein italienischer Bildhauer der Renaissance.

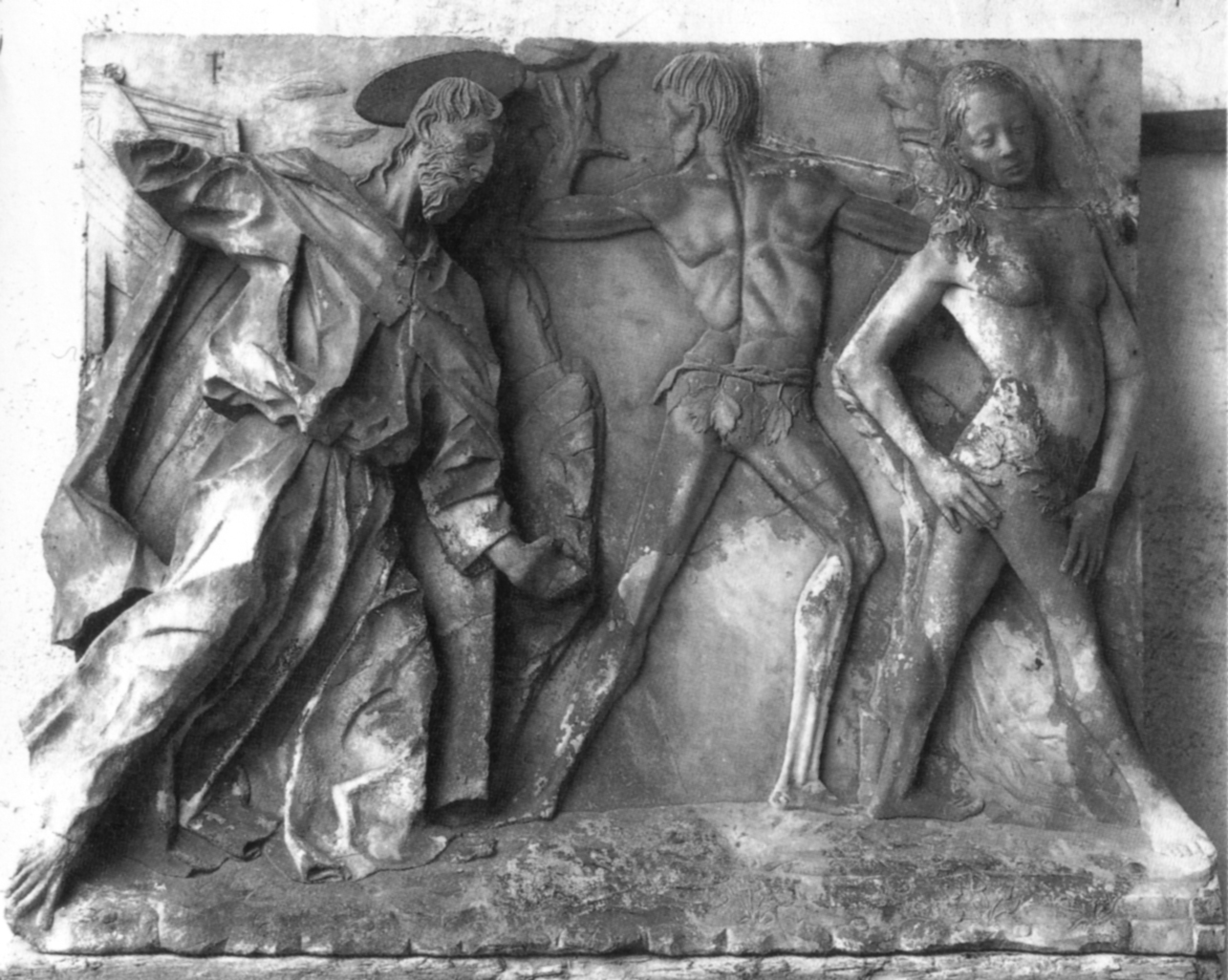
Cristoforo Mantegazza, Vertreibung der Stammeltern Adam und Eva 1465

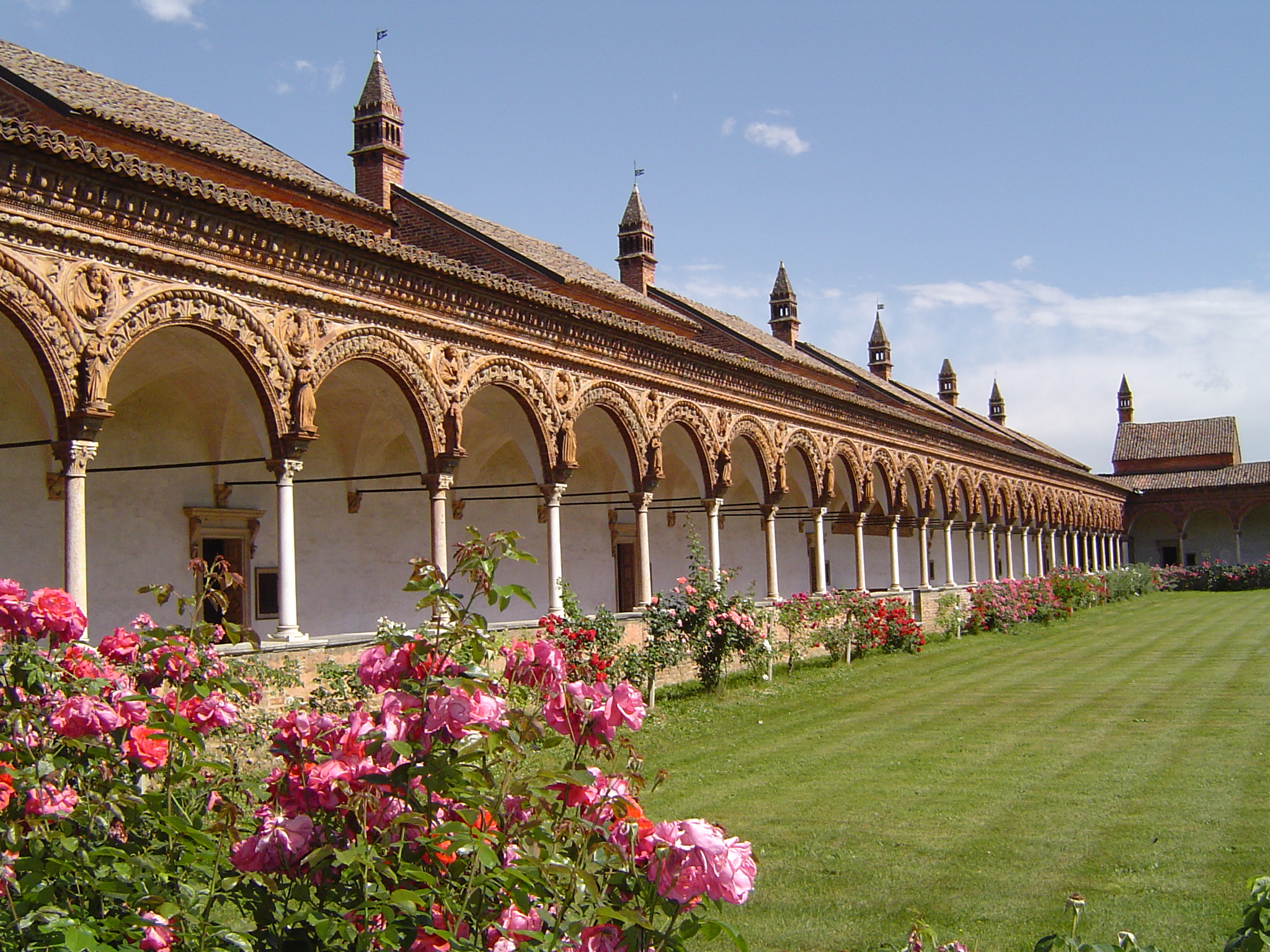
Certosa di Pavia, chiostro grande

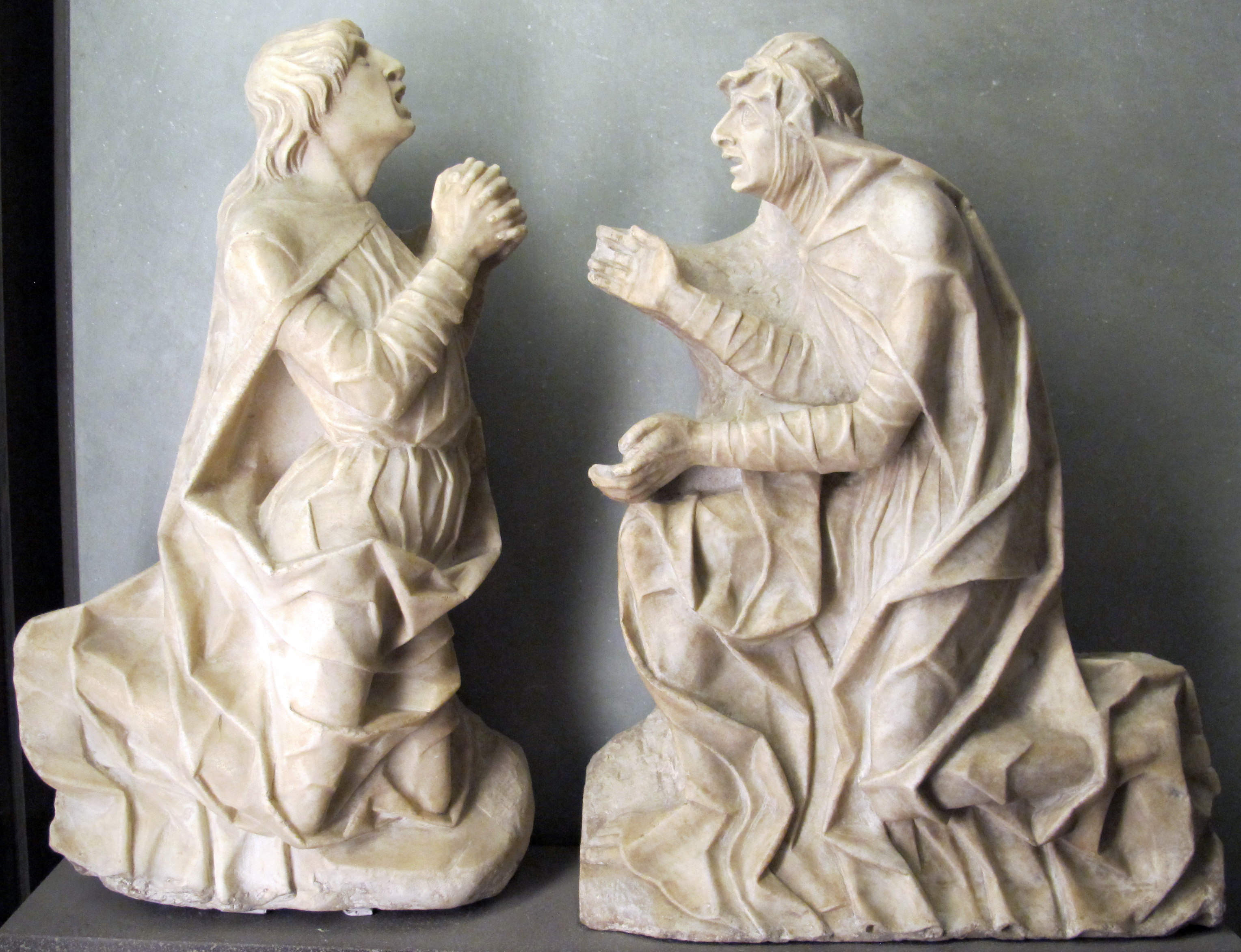
Cristoforo Mantegazza, Trauernde Jungfrau Maria und der heilige Johannes der Evangelist 1470–80 ca.

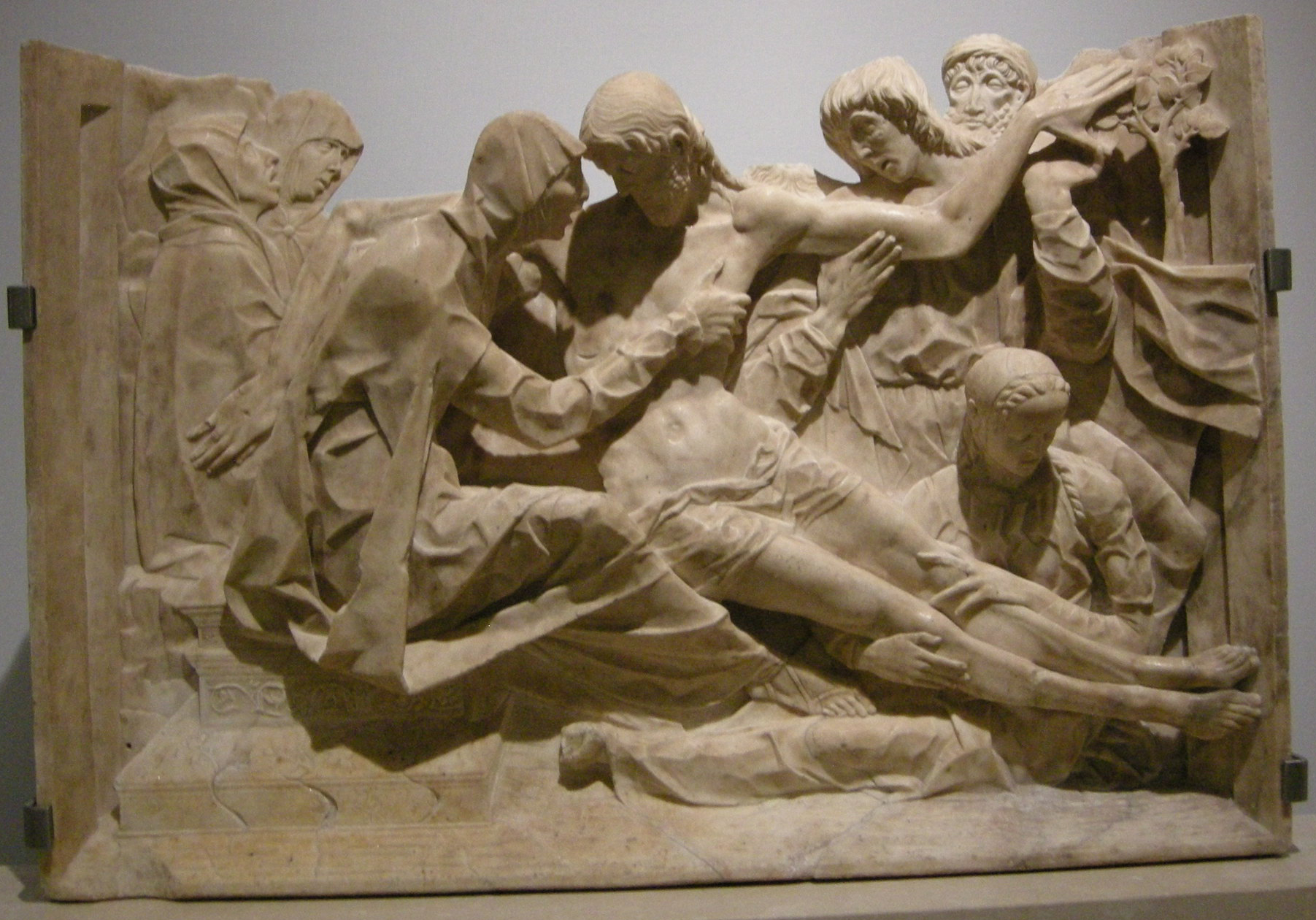
Cristoforo Mantegazza, Die Absetzung Christi

## Leben
Cristoforo war der älteste von vier Brüdern, dem Bildhauer Antonio und den Goldschmieden Giovanni und Giorgio, Söhne von Galeazzo. Seine Ausbildung erhielt er auf der Baustelle des Mailänder Doms. Seine frühesten Aufzeichnungen erwähnen, dass er zwischen Ende 1448 und 1451 als Steinmetz am Mailänder Dom arbeitete. Zwischen 1462 und 1475 vermerken die Register der Fabbrica des Mailänder Doms mehrere Marmorlieferungen an Cristoforo für seinen eigenen Gebrauch und für die Arbeiten an der Burg Porta Giovia, dem heutigen Castello Sforzesco. Zusammen mit seinem Bruder Antonio war er hauptsächlich auf der Baustelle der Certosa di Pavia tätig.
Von 1463 bis 1472 war er für die steinernen Ornamente und die umfangreiche Terrakotta-Ausstattung des großen Kreuzgangs zusammen mit Rinaldo de Stauris verantwortlich. Bereits im November 1469 verpflichtete sich Cristoforo, auch im Namen seines Bruders Antonio, mit seinem Kollegen Martino Benzoni die Arbeit, den Gewinn und die Kosten für das Grabdenkmal für Bartolomeo Colleoni in Bergamo zu teilen, falls einer von ihnen den Auftrag erhalten sollte, der bald darauf an Giovanni Antonio Amadeo vergeben wurde. Unter anderem arbeitete er ab 7. Oktober 1473 zusammen mit seinem Bruder Antonio an der Fassade der Kartause im Auftrag von Prior Filippo Rancati, für die er die Reliefverzierung des Sockels auf der linken Seite ausführte, während Amadeo die der rechten Seite übernahm.
An der Fassade der Certosa di Pavia befindet sich das Relief mit der Vertreibung der Stammeltern, bei dem die Komposition in spitzen Winkeln unausgewogen ist, die verzerrten Ausdrücke der Stammeltern stammen aus der Ferrareser Kunst von Cosmè Tura und dem frühen Ercole de’ Roberti. Cristoforo können folgende Werke zugeschrieben werden: eine Beweinung Christi im Kapitelsaal der Kartause, eine Pietà in der Lünette des Portals, das vom Querschiff der Kartause zum kleinen Kreuzgang führt, die vielleicht mit den in der Urkunde von 1473 erwähnten zu identifizieren ist, ein Relief mit der Kreuzabnahme, heute im South-Kensington-Museum in London; zwei Fragmente eines Reliefs mit der Verkündigung im Castello Sforzesco in Mailand.
Cristoforo hinterließ seine Frau Bianchina Armani und die etwa zwei oder drei Jahre zuvor geborene Tochter Costanza. Um einen Geldfonds für die kleine Costanza einzurichten, wurde im Juni 1481 eine notarielle Urkunde aufgesetzt.